# Skogsrödmyra
Skogsrödmyra (Myrmica ruginodis) är en myra som förekommer i skogar i Europa och vidare österut till Kamtjatkahalvön och Japan. Den är rödbrun i färgen har ofta sitt bo i stubbar eller murken ved som ligger på marken. Det förekommer dock även att arten har sitt bo i marken. Arbetarna mäter 4–5,5 millimeter och är rödbruna i färgen. Drottningarna mäter 4,5–5,5 millimeter och hanarna 5–6 millimeter. Ett bo kan ha mer än en drottning och nya samhällen kan bildas genom avknoppning från ett äldre samhälle. Skogsrödmyrans svärmning sker i augusti. Svärmarna, som består av bevingade honor och hanar, kan bli mycket stora. Svärmarna flyger lågt och börjar uppträda på eftermiddagen. Svärmningen kan pågå fram till natten och slutar med parning på marken.
Skogsrödmyran är en av de vanligaste rödmyrorna i Sverige.